# Eros Pisano
Eros Pisano (Busto Arsizio, 31 marzo 1987) è un calciatore italiano, difensore del Chievo.

## Biografia
Il 3 luglio 2013 ha avuto, insieme alla sua compagna Giulia, la primogenita Camilla.
Nel 2017 dà alla luce la secondogenita Zoe.

## Caratteristiche tecniche
È un terzino, indifferentemente destro o sinistro, con caratteristiche offensive in grado di giocare come difensore centrale in caso di necessità. È capace di andare in rete con frequenza vista l'abilità a trovare spazi nei calci piazzati e nelle azioni manovrate, capacità che gli ha permesso di mantenere la media di un gol segnato ogni dieci partite nel secondo periodo al Varese (2008-2011).

## Carriera

### Varese e Pisa
Inizia la carriera nella SC Antoniana di Busto Arsizio, la città in cui è nato, per poi crescere nel Varese, della cui rosa è stato protagonista negli anni in cui la squadra è salita dall'Eccellenza alla Serie B e nella quale gli è stato dato il soprannome Veterano. Promosso dalle giovanili alla prima squadra all'età di diciassette anni per volere del direttore sportivo Sean Sogliano e sotto la guida di Devis Mangia (suo allenatore anche al Palermo), la prima stagione giocata con la squadra è quella 2004-2005, in Eccellenza, esordendo il 5 settembre 2004 in Parabiago-Varese (1-2) della prima giornata; segna invece la prima rete, decisiva, in Varese-Turate (1-0) della 27ª giornata. Nella stessa stagione il suo ruolo si trasforma da ala a terzino.
Nella seconda stagione gioca 32 presenze nella stagione regolare più 4 nella Poule scudetto ed una partita nella Coppa Italia di Serie D; le reti segnate sono 2.
Vinto il campionato, nella stagione 2006-2007 gioca 22 presenze in Serie C2 (chiuso all'11º posto) segnando un gol, più almeno 4 presenze nella Coppa Italia di Serie C.
Nella stagione 2007-2008 viene ceduto a titolo definitivo al Pisa. Esordisce in maglia nerazzurra il 15 agosto 2007 nella partita vinta per 2-1 sul Brescia e valida per il primo turno di Coppa Italia; debutta invece nel campionato di Serie B il 25 agosto in Bari-Pisa (1-2) valida per la prima giornata. In tutta la stagione regolare del campionato, chiuso al sesto posto, disputa 6 partite. Dopo questa presenza torna in campo alla 12ª giornata; la terza presenza risale alla 33ª giornata e le ultime tre presenze coincidono con le ultime tre giornate del torneo. L'8 giugno 2008 gioca la partita dei play-off persa per 2-1 in trasferta contro il Lecce, terminando così la non molto positiva stagione.
Tornato al Varese in compartecipazione gratuita, nella stagione 2008-2009 vince il campionato di Lega Pro Seconda Divisione giocando 28 partite e segnando 3 gol. Gioca anche 5 partite (con un gol) in Coppa Italia di Lega Pro ed un incontro nella Supercoppa di Lega Seconda Divisione.
Nella stagione 2009-2010, riscattato interamente dal Varese dopo un'offerta minima alle buste, ottiene il secondo posto nella Lega Pro Prima Divisione e la promozione in Serie B al termine dei play-off. Chiude il campionato con 32 presenze e 2 gol, a cui si aggiungono 4 presenze nei play-off, 2 in Coppa Italia ed una in Coppa Italia di Lega Pro per un totale di 39 apparizioni.
Nella stagione 2010-2011, l'ultima al Varese, ottiene il quarto posto in Serie B, perdendo nelle semifinali dei play-off l'accesso alla Serie A. Chiude la stagione con 40 presenze in campionato, 2 nei play-off ed una in Coppa Italia, per un totale di 43 presenze che lo rendono il giocatore più utilizzato della squadra. Le reti segnate sono 7, di cui 5 in campionato durante la stagione regolare (fra cui una doppietta nella partita della 7ª giornata vinta per 3-1 sul Novara), uno in Coppa Italia ed uno, l'ultimo in maglia biancorossa, nel 3-3 contro il Padova nella semifinale play-off di ritorno (il suo gol è quello che sblocca la partita). Dopo la partenza di Daniele Buzzegoli nella sessione invernale del calciomercato, l'allenatore Giuseppe Sannino gli affida la fascia di capitano della squadra. A fine stagione viene inserito nella formazione 
"Top 11" della Serie B.

### Palermo e Genoa
L'8 giugno 2011 viene ufficializzato il suo passaggio al Palermo, squadra di Serie A, con cui firma un contratto quinquennale da 250 000 euro a stagione; la società rosanero di Maurizio Zamparini, che aveva dato l'annuncio ufficioso del suo ingaggio il 15 maggio, ha pagato il cartellino del giocatore 1,85 milioni di euro.
Ritrovatosi titolare dopo la cessione di Mattia Cassani avvenuta a stagione iniziata, esordisce in maglia rosanero in Palermo-Inter (4-3) della seconda giornata di campionato (la prima è stata rinviata) disputata l'11 settembre, nella prima partita di Devis Mangia, allenatore con cui si è messo in luce negli anni al Varese.
È stato titolare anche dopo l'arrivo di Bortolo Mutti sulla panchina rosanero, collezionando 28 presenze stagionali. Una distorsione accusata il 10 dicembre in Palermo-Cesena (1-0) della 15ª giornata lo costringe a quarantasei giorni di stop, rientrando in Inter-Palermo (4-4) della 21ª giornata.
Il 3 gennaio 2013, dopo 11 presenze in campionato e 2 in Coppa Italia, passa al Genoa in uno scambio di compartecipazioni che ha visto coinvolto anche Anselmo, passato ai rosanero. Esordisce in maglia rossoblu il 6 gennaio 2013 nella sfida interna contro il Bologna vinta dai grifoni (2-0 nella 19ª giornata), con i quali si allenava già dal 29 dicembre. Segna il primo gol in Serie A e con la maglia rossoblu il 13 gennaio seguente, nella successiva partita Cagliari-Genoa (2-1). Chiude l'annata in rossoblu con 10 presenze in campionato.
Il 20 giugno, termine ultimo per le risoluzioni delle compartecipazioni, Genoa e Palermo non trovano un accordo e quindi il cartellino del giocatore viene deciso alle buste che, aperte il giorno successivo, hanno decretato il Palermo quale società che ha risolto a proprio favore la compartecipazione.
Torna a giocare con la maglia rosanero l'11 agosto 2013 in occasione della partita del secondo turno di Coppa Italia vinta per 2-1 sulla Cremonese, primo incontro stagionale nel quale è stato capitano (date le assenze per infortunio di Édgar Barreto ed Ezequiel Muñoz) e autore della seconda marcatura del Palermo, il primo con questi colori. Il 3 maggio 2014, dopo la vittoria contro il Novara per 1-0 in trasferta, ottiene la promozione in Serie A – con annessa vittoria del campionato – con cinque giornate d'anticipo. Chiude la stagione con 34 presenze in campionato e 2 in Coppa Italia.

### Hellas Verona, Bristol City e ritorno al Pisa
Il 2 febbraio 2015, ultimo giorno di calciomercato, passa all'Hellas Verona in prestito con obbligo di riscatto in caso di salvezza da parte della squadra, firmando un biennale. Rimane con gli scaligeri per due stagioni e mezza.
Il 27 giugno 2017, in scadenza di contratto, si accorda per due anni con il Bristol City, militante in Championship. Il 5 agosto gioca la sua prima partita ufficiale con i Robins in occasione del match di Championship vinto per 3-1 contro il Barnsley.
Il 30 giugno 2019 rimane svincolato. Il 23 gennaio 2020 firma con il Pisa in Serie B, facendo ritorno nella città della Torre pendente dopo dodici anni. Il 31 gennaio segna il gol del successo nel 4-3 in casa della Cremonese, trovando la sua prima rete in maglia nerazzurra.

### Feralpisalò e Lumezzane
Il 31 agosto del 2021 si trasferisce alla Feralpisalò, in Serie C. Nella stagione 2022-2023 viene tesserato dal Lumezzane, militante in Serie D, contribuendo con 6 presenze alla promozione della squadra in Serie C.

## Statistiche

### Presenze e reti nei club
Statistiche aggiornate al 26 aprile 2025.
| Stagione             | Squadra              | Campionato           | Campionato | Campionato | Coppe nazionali | Coppe nazionali | Coppe nazionali | Coppe continentali | Coppe continentali | Coppe continentali | Altre coppe | Altre coppe | Altre coppe | Totale | Totale |
| Stagione             | Squadra              | Comp                 | Pres       | Reti       | Comp            | Pres            | Reti            | Comp               | Pres               | Reti               | Comp        | Pres        | Reti        | Pres   | Reti   |
| -------------------- | -------------------- | -------------------- | ---------- | ---------- | --------------- | --------------- | --------------- | ------------------ | ------------------ | ------------------ | ----------- | ----------- | ----------- | ------ | ------ |
| 2004-2005            | Varese               | E                    | 2          | 1          | -               | -               | -               | -                  | -                  | -                  | -           | -           | -           | 2      | 1      |
| 2005-2006            | Varese               | D                    | 32+4       | 2+0        | CI-D            | 1               | 0               | -                  | -                  | -                  | -           | -           | -           | 37     | 2      |
| 2006-2007            | Varese               | C2                   | 22         | 1          | CI-C            | 4               | 0               | -                  | -                  | -                  | -           | -           | -           | 26     | 1      |
| 2007-2008            | Pisa                 | B                    | 6+1        | 0          | CI              | 1               | 0               | -                  | -                  | -                  | -           | -           | -           | 8      | 0      |
| 2008-2009            | Varese               | 2D                   | 28         | 3          | CI-LP           | 5               | 1               | -                  | -                  | -                  | -           | -           | -           | 33     | 4      |
| 2009-2010            | Varese               | 1D                   | 32+4       | 2+0        | CI+CI-LP        | 2+1             | 0               | -                  | -                  | -                  | -           | -           | -           | 39     | 2      |
| 2010-2011            | Varese               | B                    | 40+2       | 5+1        | CI              | 1               | 1               | -                  | -                  | -                  | -           | -           | -           | 43     | 7      |
| Totale Varese        | Totale Varese        | Totale Varese        | 156+10     | 14+1       |                 | 14              | 2               |                    | -                  | -                  |             | -           | -           | 180    | 17     |
| 2011-2012            | Palermo              | A                    | 28         | 0          | CI              | 0               | 0               | UEL                | 0                  | 0                  | -           | -           | -           | 28     | 0      |
| 2012-gen. 2013       | Palermo              | A                    | 11         | 0          | CI              | 2               | 0               | -                  | -                  | -                  | -           | -           | -           | 13     | 0      |
| gen.-giu. 2013       | Genoa                | A                    | 10         | 1          | CI              | -               | -               | -                  | -                  | -                  | -           | -           | -           | 10     | 1      |
| 2013-2014            | Palermo              | B                    | 34         | 2          | CI              | 2               | 1               | -                  | -                  | -                  | -           | -           | -           | 36     | 3      |
| 2014-gen. 2015       | Palermo              | A                    | 4          | 0          | CI              | 1               | 0               | -                  | -                  | -                  | -           | -           | -           | 5      | 0      |
| Totale Palermo       | Totale Palermo       | Totale Palermo       | 77         | 2          |                 | 5               | 1               |                    | 0                  | 0                  |             | -           | -           | 82     | 3      |
| gen.-giu. 2015       | Verona               | A                    | 15         | 0          | CI              | -               | -               | -                  | -                  | -                  | -           | -           | -           | 15     | 0      |
| 2015-2016            | Verona               | A                    | 34         | 5          | CI              | 3               | 0               | -                  | -                  | -                  | -           | -           | -           | 37     | 5      |
| 2016-2017            | Verona               | B                    | 25         | 3          | CI              | 2               | 0               | -                  | -                  | -                  | -           | -           | -           | 27     | 3      |
| Totale Hellas Verona | Totale Hellas Verona | Totale Hellas Verona | 74         | 8          |                 | 5               | 0               |                    | -                  | -                  |             | -           | -           | 79     | 8      |
| 2017-2018            | Bristol City         | FLC                  | 16         | 0          | FACup+CdL       | 0+1             | 0               | -                  | -                  | -                  | -           | -           | -           | 17     | 0      |
| 2018-2019            | Bristol City         | FLC                  | 15         | 1          | FACup+CdL       | 1+1             | 0+0             | -                  | -                  | -                  | -           | -           | -           | 17     | 1      |
| Totale Bristol City  | Totale Bristol City  | Totale Bristol City  | 31         | 1          |                 | 3               | 0               |                    | -                  | -                  |             | -           | -           | 34     | 1      |
| gen.-giu. 2020       | Pisa                 | B                    | 16         | 1          | CI              | -               | -               | -                  | -                  | -                  | -           | -           | -           | 16     | 1      |
| 2020-2021            | Pisa                 | B                    | 16         | 0          | CI              | 2               | 0               | -                  | -                  | -                  | -           | -           | -           | 18     | 0      |
| Totale Pisa          | Totale Pisa          | Totale Pisa          | 38+1       | 1          |                 | 3               | 0               |                    | -                  | -                  |             | -           | -           | 42     | 1      |
| 2021-2022            | Feralpisalò          | C                    | 25+5       | 1          | CI-C            | 1               | 0               | -                  | -                  | -                  | -           | -           | -           | 31     | 1      |
| 2022-2023            | Lumezzane            | D                    | 6+4        | 0+1        | CI-D            | 0               | 0               | -                  | -                  | -                  | -           | -           | -           | 10     | 1      |
| 2023-2024            | Lumezzane            | C                    | 35         | 3          | CI-C            | 2               | 0               | -                  | -                  | -                  | -           | -           | -           | 37     | 3      |
| 2024-2025            | Lumezzane            | C                    | 17         | 1          | CI-C            | 0               | 0               | -                  | -                  | -                  | -           | -           | -           | 17     | 1      |
| Totale Lumezzane     | Totale Lumezzane     | Totale Lumezzane     | 59+4       | 4+1        |                 | 2               | 0               |                    | -                  | -                  |             | -           | -           | 65     | 5      |
| Totale carriera      | Totale carriera      | Totale carriera      | 458        | 33         |                 | 29              | 3               |                    | -                  | -                  |             | -           | -           | 487    | 35     |

## Palmarès

### Club

#### Competizioni nazionali
- Campionato italiano Serie D: 2

Varese: 2005-2006
Lumezzane: 2022-2023
- Lega Pro Seconda Divisione: 1

Varese: 2008-2009
- Campionato italiano di Serie B: 1

Palermo: 2013-2014